# ایسیلکول
شهر ایسیلکول (به روسی: Исилькуль) در کشور روسیه و در اوبلاست امسک واقع شده‌است.

## نگارخانه

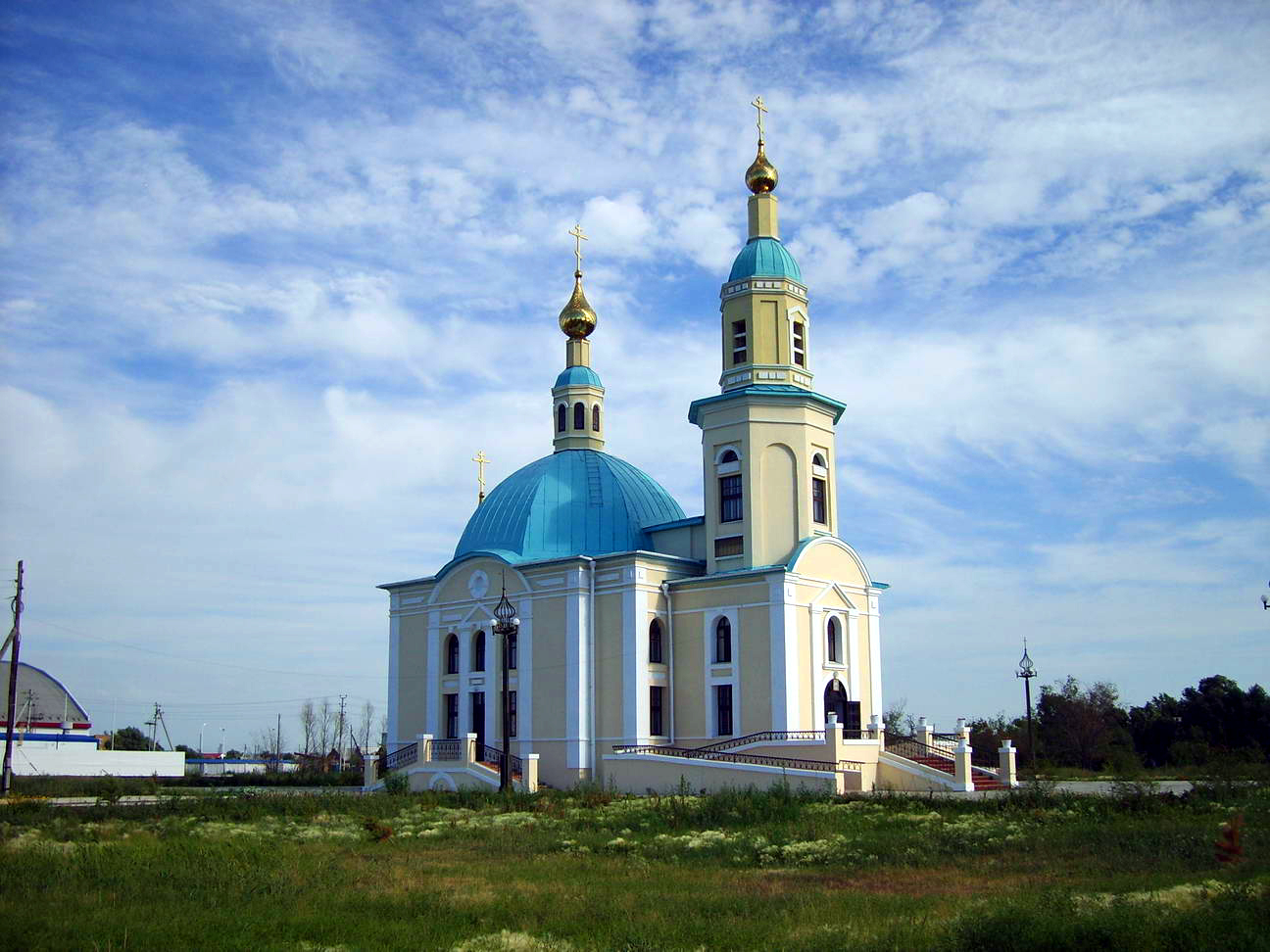
معبد شهدا و confessors ها